# Quận Tulare, California
Quận Tulare là một quận trong tiểu bang California, Hoa Kỳ. Quận nằm ở phía nam Fresno., quận lỵ đóng tại thành phố Visalia6. Theo Cục điều tra dân số Hoa Kỳ, dân số năm 2010 của quận này là 442.179 người 2.
Quận được đặt tên theo hồ Tulare.